# (1580) Betulia
Pour les articles homonymes, voir Betulia.
(1580) Betulia est un astéroïde Amor découvert le 22 mai 1950 par Ernest Leonard Johnson à Johannesbourg. La forme et l'orbite de Betulia ont été toutes deux déterminées avec précision.
Dans sa plus grande dimension, Betulia mesure 6,59 ± 0,66 km, cependant son diamètre moyen vaut 5,39 ± 0,54 km.
L'astéroïde est nommé en hommage à Betulia Herrick, épouse de l'astronome américain Samuel Herrick (en) qui avait étudié l'orbite de l'astéroïde. Il avait également proposé le nom de (1685) Toro en hommage à son épouse. Il s'agit d'une exception aux recommandations du Centre des planètes mineures qui précisent que deux objets d'une même catégorie ne peuvent pas porter le nom de la même personne.

## Autres références
- (en) Alan W., Harris; Mueller, Michael; Delbó, Marco; Bus, Schelte J., « The surface properties of small asteroids: Peculiar Betulia - A case study », Icarus, vol. 179,‎ décembre 2005, p. 95–108 (DOI 10.1016/j.icarus.2005.05.010, lire en ligne)
- (en) Lebofsky L. A.; Veeder, G. J.; Lebofsky, M. J.; Matson, D. L., « Visual and radiometric photometry of 1580 Betulia », Icarus, vol. 35,‎ septembre 1978, p. 336–343 (DOI 10.1016/0019-1035(78)90086-6, lire en ligne)